# College Station Challenger 2004
Il College Station Challenger 2004 è stato un torneo di tennis facente parte della categoria ATP Challenger Series nell'ambito dell'ATP Challenger Series 2004. Il torneo si è giocato a College Station negli Stati Uniti dal 27 settembre al 3 ottobre 2004 su campi in cemento.

## Vincitori

### Singolare
André Sá ha battuto in finale  Brian Vahaly con il punteggio di 6–3, 6–0

### Doppio
Paul Goldstein /  Brian Vahaly hanno battuto in finale  André Sá /  Bruno Soares con il punteggio di 7–5, 2–6, 6–4